# Episodi di Hackerville
La prima stagione della serie televisiva Hackerville, composta da 6 episodi, è stata trasmessa su HBO Europe e TNT Serie, in tutti i territori in cui entrambi i servizi sono disponibili, dal 4 novembre al 2 dicembre 2018.
In Italia, la stagione è stata interamente pubblicata il 10 settembre 2019 su TIMvision.
| n° | Titolo originale         | Titolo italiano       | Prima TV originale | Prima TV Italia   |
| -- | ------------------------ | --------------------- | ------------------ | ----------------- |
| 1  | Drei Neunen              | Nove nove nove        | 4 novembre 2018    | 10 settembre 2019 |
| 2  | Rot gewinnt              | Un nuovo gioco        | 4 novembre 2018    | 10 settembre 2019 |
| 3  | Der talentierte Mr. Cipi | Conosci il tuo nemico | 11 novembre 2018   | 10 settembre 2019 |
| 4  | Divide et Impera         | La fuga               | 18 novembre 2018   | 10 settembre 2019 |
| 5  | Offline                  | Offline               | 25 novembre 2018   | 10 settembre 2019 |
| 6  | Wollen wir spielen?      | La resa dei conti     | 2 dicembre 2018    | 10 settembre 2019 |